# الحرة (رصد)

تعديل مصدري - تعديل

الحرة هي إحدى قرى عزلة القارة بمديرية رصد التابعة لمحافظة أبين، بلغ تعداد سكانها 97 نسمة حسب تعداد اليمن لعام 2004.